# Hésychasmus
Hésychasmus (řecky ἡσυχασμός, hésychasmos – od hésychia, „zklidnění“) je mystická forma pravoslavné religiozity, která zažívala rozkvět především mezi byzantskými mnichy v pozdním středověku. Hésychasmus nabádá k „usebrání“, kdy v celkovém zklidnění (případně též pomocí zvláštní dechové techniky) můžeme dojít k mystické vizi táborského světla – nestvořené světlo samého božství, které viděli tři apoštolové při Proměnění Páně (na hoře Tábor v Galileji).
Za nejvýznamnějšího představitele bývá považován svatý Řehoř Palama (1296–1359), o němž se někdy mluví jako o zakladateli hésychastického hnutí; byl však spíš jeho obnovitelem, neboť „definici“ hésychasmu nacházíme již u Řehoře z Nyssy na konci 4. století: „díky klidu se oddávat zření neviditelných skutečností a být osvícen nevýslovným světlem.“ Učení Grégoria Palamy, které bývá nazýváno palamismem, lze interpretovat jako filosofické upřesnění hésychasmu „rozlišující mezi Boží podstatou a energiemi, které umožňuje pojímat táborské světlo jako božské, aniž by se tím tvrdilo, že Boží podstata je (smyslově) viditelná“.
Ze svého střediska na svaté hoře Athos v Řecku se hésychasmus rychle rozšířil především na Balkán a dále přes Moldávii a Ukrajinu do Ruska. Ještě v 18. století, kdy Paisij Veličkovskij přeložil do církevní slovanštiny soubor Filokalia (kompilaci náboženských textů ze 4.–15. století), zažil nový rozkvět; poté však upadl téměř do zapomnění a teprve od poloviny 20. století je opět uznáván jako významná složka východní křesťanské spirituality, která nachází odraz i v teologii.